# Malenahalli, Alur
Malenahalli là một làng thuộc tehsil Alur, huyện Hassan, bang Karnataka, Ấn Độ.